# Разговор об ортографии
«Разговор между чужестранным человеком и российским об ортографии старинной и новой и о всем что принадлежит к сей материи» — трактат В. К. Тредиаковского 1748 года, в котором он обосновал необходимость реформы современного русского языка и его сближения с разговорной живой речью с опорой на природную основу славянской речи, а также распространение знания русского языка в высшем сословии.

## Предыстория: поиски смыслов и формы
Известно, что объёмный трактат (464 страницы) был издан Тредиаковским за собственные средства и при помощи друзей, что при его постоянной нужде говорило о том, что он придавал этому сочинению большое значение. Появление «Разговора…» было отягощено пожаром в доме автора, в котором сгорел первоначально отпечатанный тираж.
Взгляды профессора к моменту выпуска книги изменились существенно. 1730-е годы в его творчестве называют «профранцузскими», когда русским языком он считал современный ему, «уходящий своими корнями не глубже Петровской эпохи» язык. В тот период, посетив Францию с её салонной культурой, Тредиаковский вдохновился идеей перенести этот опыт на российскую почву, в том числе и для того, чтобы утвердить гуманистическую традицию Ренессанса, стремящуюся к идеалу внесословного равенства герцога и сына трактирщика. Он мечтал опереться, согласно теории Клода Вожля (Remarques sur la françoise, 1647), на «лучшее общество» как носителя языковой нормы.
Впоследствии Тредиаковский пересмотрел историческое значение средневекового наследия России, подчёркивая необходимость поддерживать традиции и преемственность, а поэтому обращаясь и к сакральным, церковно-славянским истокам.
Учёный создал три варианта текста трактата. Первый из них представлял собой академическое научное рассуждение на латыни. Затем он решил облегчить изложение и наконец переписал его по-русски, в форме диалога «между двумя приятелями — русским и иностранцем». Отказавшись от латыни как международного языка науки, Василий Кириллович твёрдо встал на позицию просветителя именно для русского читателя, стараясь именно ему донести мысли о новом языковом каноне («простым людям и ученикам, для которых наибольше я трудился»). Однако стремление сделать текст понятным простому читателю обернулось многословием и отходом от первоначальной задачи, о чём биограф Тредиаковского П. П. Пекарский отозвался критически: автор «именно этою разговорною формою сделал рассуждение свое невыразимо скучным, потому что уснастил его довольно тяжеловесными шутками…, присловьями, поговорками и прибаутками, часто нисколько не идущими к делу. Все это с первых же страниц „Разговора“ в состоянии надоесть самому терпеливому читателю и отбить у него охоту к дальнейшему чтению».
Построение трактата в форме диалога относят к подражанию «Разговору о правильном латинском произношении греческого» Эразма Роттердамского. В академической среде, ориентированной на классицизм, манера Тредиаковского была воспринята как «учёное балагурство», о чём с возмущением писал Г. Теплов.

## Структура текста
Первая часть трактата содержит критическое переосмысление церковно-славянской орфографии, кодифицированной в грамматике Л. И. Зизания (1596) и Мелетия Смотрицкого (1619). Ещё во время учёбы в Славяно-греко-латинской академии Тредиаковский обратил внимание на то, что стремление Смотрицкого брать за основу русской грамматики формальные греческие образцы противоречит природе славянской речи. Затем М.Грек в издании 1648 года придал грамматике Смотрицкого сакральную значимость, что спустя сто лет потребовало переосмысления. До Тредиаковского это начал делать В. Е. Адодуров в своей «Грамматике», написанной в конце 40-х гг. XVIII в., и Василий Кириллович его упоминает, хотя и не называя имени — как «такова человека, бывшаго некогда при Академии…».
Второй раздел посвящён фонетике: Тредиаковский рассуждает о том, каких правил следует придерживаться при формулировании новой, светской орфографии. Г. О. Винокур отметил, что «большинство его положений, касающихся фонетики, оказывается соответствующим действительности, причём надо непременно иметь в виду то, что в установлении этих положений Тредиаковский не имел предшественников и был подлинным пионером науки… Несомненен его научный приоритет в истории русской фонетики по целому ряду пунктов… Тредиаковский предстаёт перед нами как пионер русской фонетики, стоящий намного выше всех своих современников».
Третья часть содержит физиологическую характеристику звуков русской речи.

## Новаторство
Доказывал древность славянской и русской государственности, в глубокой древности оказывавшей влияние на окружающие народы, Тредиаковский полемизировал с «Историей Скифии» Байера. Более того: несколько схоластически он пытался найти славянские корни в иностранных словах: «Аллемания» — «Холмания» (в ней много холмов), «Саксония» — «Сажония» (в ней много садов), «Балтийское море» от «балда» (овальная фигура), «турки» — «юрки (то есть вольноходцы)», «Кельты» — «желты (то есть светлорусы)».

### Орфографическая реформа
Орфографическая реформа Тредиаковского опередила своё время, а в её основу был положен ещё античный тезис Квинтилиана: «каждая буква… заключает в самой себе основание, по какому она полагается в этой, а не в другой части слога для означения определённого звука». Василий Кириллович выступил против сосуществования в русском алфавите «и» и «i», причём предлагал во всех случаях использовать «и десятеричное». Отказался он и от второго «з», но писал его как французское «s», а также предложил изгнать из языка титла и лигатуры. Экзотическим считается его предложение отказаться от буквы «щ», которую он предложил заменить на сочетание «шч». «Э» он заменял на «е» («етот»), но зато предложил второй знак для йотированного е (если, ей). Отвергая букву «ѣ», он был готов пойти на компромисс с духовенством в этом вопросе. Тредиаковский пытался свои произведения печатать последовательно в собственной орфографии:
…неверные буквы проізошлі от неісправного выговора і от слѣпого незнанія і сверх того Ешче протівны древності нашего яsыка.
Тредиаковский настаивал на исключении твёрдого знака (ъ), поскольку он не обозначает звука, и предлагал заменить его каким-нибудь другим значком, хотя и признавал, что это было бы новшеством без особой нужды, противным общему употреблению.
При этом на некоторых аспектах своей реформы («единитных палочках», которые должны были графически обозначать интонации) Тредиаковский настаивал до конца жизни.
В примечаниях к «Разговору об ортографии» Тредиаковский поместил несколько переводов латинских отрывков, которые указывают на начало новой работы, которая приведёт к созданию «Телемахиды». При переводе Горация он впервые использовал ямб: «Как лист с древес в лесах погодно опадает, Так век старинных слов в языке пропадает…», а для перевода Овидия — дактило-хореический гекзаметр.
После выхода «Разговоров об ортографии» президент Академии К. Разумовский поручил Тредиаковскому перевод аллегорического романа «Аргенида».

### Зачатки знаковой теории
«Рассуждения об орфографии…» по большей части посвящены буквам, которые он определяет как произвольный знак какого-либо простого или сложного гласного, а также способа его «растворения», то есть согласного.
«Задолго до появления знаковой теории Ф. де Соссюра Тредиаковский почувствовал, во-первых, двусторонность языкового знака, а во-вторых, произвольность и условность формы языковой единицы по отношению к её содержанию („по произволению… по обшчему всего какoво нибудь народа согласию“), — отмечают Ю. В. Сложеникина и А. В. Растягаев . — А ведь ещё М. Смотрицкий в „Грамматике“ не различал понятия звука и буквы, определяя букву по античной традиции как „речения часть нераздельную“. Причину такого неразличения следует искать в кирилло-мефодиевских принципах создания славянской азбуки. Славянская письменность изначально создавалась как фонемографическая, то есть каждая буква предназначалась для записи определённого звука, лучше сказать, фонемы. Поэтому при описании фонетики церковно-славянского языка не возникало необходимости отличать буквы от звуков. Более ранняя латинская графика как на уровне отдельного слова, так и языка в целом характеризовалась несовпадением числа звуков и букв. Такое положение дел стало причиной раннего разграничения звука и буквы в западноевропейской фонетической традиции и их отождествления в русской».

## Взаимосвязь научных идей и социальной роли
Ю. В. Сложеникина и А. В. Растягаев обратили внимание на взаимосвязь новаций Тредиаковского и той социальной роли, которую он играл в российском обществе в разные периоды своей жизни.
Начальный период его творчества был связан с влиянием французской модели, отрицающей условности и ориентированной на живые человеческие чувства, а литературный язык он стремился сблизить с разговорным. Снискав успех у читающей молодёжи, Тредиаковский не нашёл понимания в верхушке светского общества и у церковнослужителей.
Примерив на себя в 1732 г. роль придворного поэта и переняв заданную немецкими поэтами традицию сочинения од, прославляющих государя и империю, Тредиаковский создаёт «Панегирик, или Слово похвальное всемилостивейшей государыне императрице самодержице всероссийской Анне Иоанновне» (1732). В 1733 г. он получает должность в Академии наук и выдвигает идею Российского собрания для поощрения и усовершенствования русского языка, по образцу Французской Академии. В 1734 г. выходят «Ода торжественная о сдаче города Гданска» с приложением «Рассуждения о оде вообще», в которых Тредиаковский придерживается немецкой модели, и при засилье немецкой знати при дворе Анны Иоанновны, а также академиков, не владеющих русским языком, заявления поэта той поры о равнении на «лучшее общество» выглядят льстивыми. Ю. М. Лотман нашёл в этих заявлениях утопические мотивы: «Ведь не реальный русский двор 1735 г., а тот, что должен возникнуть, когда модель двора Людовика XIV будет перенесена в Петербург, имел в виду Тредиаковский, когда в „Речи о чистоте Российского Языка“ утверждал, что украсит русский язык „Двор Ея Величества…“ Вряд ли это была капитуляция „поповича“ перед дворянством. Это была замена реальности идеальной её моделью». Однако надежды Тредиаковского разрушил пожар 1737 г., за которым последовали переезд из Петербурга в провинциальный Белгород, разочарование статусом поэта и учёного при дворе, острая конкуренция со стороны Ломоносова.
Поддержку Тредиаковскому после прихода к власти Елизаветы Петровны оказали православные иерархи, которым надо было восстановить авторитет церкви. Священный Синод ходатайствовал о присвоении Тредиаковскому звания профессора Академии в 1745 г., что побуждает у него мысль стать «не модным литератором и не придворным поэтом, а ученым-наставником народа». Эту задачу он и обозначил в языковой программе, объявленной в «Разговоре об орфографии…».